# Grammaire du malgache
Le malgache (autonyme : malagasy) est l'une des deux langues officielles de la République de Madagascar (à côté du français). Il appartient au groupe dit "barito" de la branche malayo-polynésienne des langues austronésiennes. Les autres langues de ce groupe sont parlées dans la province de Kalimantan du Sud, dans la partie indonésienne de l'île de Bornéo.

## Morphologie

### Le verbe
Le verbe en malgache ne marque ni le nombre, ni la personne ; il reçoit en revanche les marques du temps, du mode (indicatif / impératif), de l'aspect (accompli / inaccompli, ponctuel / duratif..) et surtout de la voix. La plupart des verbes se distinguent des noms par leurs affixes spécifiques.

#### Les voix et l'aspect
À la différence de nombreuses langues dont le français, la phrase active n'est pas la phrase de base et la phrase passive une transformation de la première, mais le choix d'affixes spécifiques adjoints au verbe permet de prendre pour sujet ou thème différents composants sémantiques de la proposition  comme l'agent (orientation active) ou l'objet (orientation passive), mais aussi le lieu, le temps, le moyen ou d'autres circonstances (orientations circonstancielle, instrumentale, applicative) . Le terme de "voix", emprunté à la grammaire des langues européennes est employé par commodité, mais convient mal, puisque l'orientation du verbe, caractéristique de la valence verbale associant aux différents participants du procès un rang dans la hiérarchie et un rôle sémantique dans la situation par rapport au patient ou à l'objet ("passif") est la construction par défaut et que ce qu'on appelle le "complément d'agent" ne se distingue pas par sa morphologie et son emplacement du complément d'objet d'un verbe transitif. Ce genre de structure se retrouve dans  quelques autres langues austronésiennes.
Le nombre de "voix" du malgache est un objet de débat . La tradition grammaticale n'en distingue que trois, active, passive et circonstancielle (anciennement : relative) ; ce sont les plus fréquentes. Des études comparatives avec d'autres langues du même groupe ont conduit les linguistes contemporains à en reconnaître généralement cinq en ajoutant aux trois précédentes les voix instrumentale et applicative qui  n'existent que pour un petit nombre de verbes .
− L'orientation active
Le verbe comporte le plus souvent un préfixe commençant au présent par m-, en général, mi- pour les verbes intransitif, man- pour les verbes transitifs, n(o)- au passé, h(o)- au futur. Il existe quelques cas de formes actives réduites au radical comme tia (aimer)ou avy (arriver)  
− L'orientation passive
Les formes les plus fréquentes comportent un suffixe -ana /-ina. D'autres plus rares recourent à un préfixe en -a comme atsangana (étant mis debout) issu du radical tsangana (position debout). Comme pour l'actif, il existe quelques bases verbales de sens passif comme hita, (être vu, être trouvé) ou re (être perçu). Ils deviennent actifs par l'adjonction d'un préfixe : mahita (voir, trouver), mandre (percevoir)
Les formes passives sont beaucoup plus utilisées que dans la majorité des langues et souvent préférées à l'actif. La traduction littérale de je lis la lettre, mamaky ny taratasy (*man-vaky>mamaky) paraît très maladroite On dit plus naturellement vakyko ny taratasy, la lettre est lue par moi (*vaky-ina-ko>vakyko ; le suffixe passif -ina disparaît devant le suffixe personnel -ko, moi qui représente le complément d'agent. De même, tiako izy, elle est aimée de moi, plutôt que je l'aime. Les formes passives sont également très usuelles à l'impératif : Lazao amy ko izany, " que cela me soit raconté", raconte-moi cela (milaza=dire, raconter ; lazaina= être raconté ; (lazaina+-o, désinence de l'impératif> lazao).
− L'orientation circonstancielle
Alors que la plupart des langues ne connaissent que l'actif ou le passif qui thématisent l'agent ou le patient/objet, le malgache partage avec quelques autres langues austronésiennes la capacité de prendre pour sujet d'autres constituants de la proposition comme diverses circonstances du procès (lieu, temps, moyen, cause, but, etc.. Cette voix est marquée par les circumfixes i-...-ana ou a-...-ana.
- L'aspect
L'accompli s'exprime par deux préfixes tafa-  ou voa-  qui se substituent aux affixes précédents à valeur d'inaccompli : Voavonjy ny marari (le malade est sauvé) s'oppose ainsi à vonjena ny marary (on sauve le malade), ces deux formes étant bâties à partir du radical vonjy (aide, secours), vonjena venant de vonjy + -ina.
Le tableau suivant présente les trois voix et l'accompli du verbe acheter au passé : mividy (présent actif)  formé sur le radical/ substantif vidy  (prix) :
| ORIENTATION    | ASPECT     | VERBE                                                            | "C.d'AGENT"  | C.O.D. | OBJET 2          | SUJET       |
| -------------- | ---------- | ---------------------------------------------------------------- | ------------ | ------ | ---------------- | ----------- |
| ACTIF          | INACCOMPLI | Nividy                                                           |              | vary   | ho an'ny ankizy  | ny vehivavy |
| ACTIF          | INACCOMPLI | a acheté                                                         |              | le riz | pour les enfants | la femme    |
| ACTIF          | INACCOMPLI | La femme a acheté du riz pour les enfants.                       |              |        |                  |             |
| PASSIF         | INACCOMPLI | Novidin' (1)                                                     | ny vehivavy  |        | ho an'ny ankizy  | ny vary     |
| PASSIF         | INACCOMPLI | a été acheté                                                     | par la femme |        | pour les enfants | le riz      |
| PASSIF         | INACCOMPLI | Le riz a été acheté par la femme pour les enfants.               |              |        |                  |             |
| PASSIF         | ACCOMPLI   | Voavidy                                                          | ny vehivavy  |        | ho an'ny ankisy  | ny vary     |
| PASSIF         | ACCOMPLI   | a été maintenant acheté                                          | par la femme |        | pour les enfants | le riz      |
| PASSIF         | ACCOMPLI   | (C'est fait;) le riz a été acheté par la femme pour les enfants. |              |        |                  |             |
| CIRCONSTANCIEL | INACCOMPLI | Nividianan' (1)                                                  | ny vehivavy  |        | ny vary          | ni vola     |
| CIRCONSTANCIEL | INACCOMPLI | avec lequel on a acheté                                          | la femme     |        | le riz           | l'argent    |
| CIRCONSTANCIEL | INACCOMPLI | L'argent a été utilisé par la femme pour acheter le riz.         |              |        |                  |             |

(1) La voyelle -a du suffixe, non prononcée, est élidée et l'apostrophe indique que le second mot est le complément d'agent du premier.

- La voix instrumentale
Elle est marquée par le préfixe -a . Les verbes qui la possèdent ont toujours un passif en -ana/-ina. Ainsi le radical tondraka, utilisé comme adjectif (qui déborde, qui se répand) donne les formes verbales suivantes : manondraka (arroser), mitondraka (déborder, se répandre), tondrahana (sur quoi on répand, qu'on arrose), atondraka (à répandre sur) :
| ORIENTATION                          | VERBE                   | "C.d'AGENT"  | SUJET        |
| ------------------------------------ | ----------------------- | ------------ | ------------ |
| PASSIF                               | Tondrahana              |              | ny voninkazo |
|                                      | Sont arrosées           |              | les fleurs   |
| Les fleurs sont arrosées.            |                         |              |              |
| INSTRUMENTAL                         | Atondrako               | ny voninkazo | ity rano ity |
|                                      | avec quoi sont arrosées | les fleurs   | cette eau    |
| Cette eau sert à arroser les fleurs. |                         |              |              |

−  La voix applicative
Elle est marquée par le suffixe -ana et a pour sujet un destinataire ou une localisation. Les verbes qui la possèdent ont toujours un passif en -a.
Sur le radical roso (continuer, avancer) sont formées mandroso (actif:présenter), aroso (passif:qu'on présente), rosoana (applicatif: à qui, pour qui on présente):
| Orientation                     | VERBE              | Complément  | SUJET       |
| ------------------------------- | ------------------ | ----------- | ----------- |
| PASSIF                          | Aroso              | ny vahini   | ny vary     |
|                                 | Est présenté       | aux invités | le riz      |
| On présente le riz aux invités. |                    |             |             |
| Applicatif                      | Rosoana            | vary        | ny vahiny   |
|                                 | à qui est présenté | du riz      | les invités |
| On présente du riz aux invités. |                    |             |             |

Sur le radical fafy (semence) sont construites les formes verbales mamafy (actif: semer), voafafy (passif accompli : qui est semé), afafy (passif : qu'on sème), fafazana (applicatif: destiné à être semé):
| Orientation                       | VERBE                            | Complément | SUJET        |
| --------------------------------- | -------------------------------- | ---------- | ------------ |
| PASSIF                            | Hafafiko (1)                     |            | vary         |
|                                   | sera semé par moi                |            | du riz       |
| Je sèmerai du riz.                |                                  |            |              |
| Applicatif                        | Hofafazako (2)                   | vary       | ity tany ity |
|                                   | sera destiné à être semé par moi | du riz     | ce terrain   |
| Je sèmerai du riz sur ce terrain. |                                  |            |              |

(1) H- : préfixe du futur ; -ko, forme complément du pr.pers. 1re pers. sing.
(2) Ho : préfixe du futur ; la dernière syllabe de fafazana s'efface devant -ko, le pr.pers. complément.

#### Les temps
Le malgache est l'une des rares langues malayo-polynésiennes occidentales à posséder un système de temps. Ce système distingue 3 temps :
|                  | Présent          | Passé                 | Futur                   |
| ---------------- | ---------------- | --------------------- | ----------------------- |
| mamaky = lire    | mamaky = lire    | namaky = avoir lu     | hamaky = lira           |
| mividy = acheter | mividy = acheter | nividy = avoir acheté | hividy = devoir acheter |

D'après le linguiste norvégien Oyvind  Dahl (1988), cette distinction du temps est due à une influence bantoue. Ces préfixes peuvent être ajoutés à toutes les voix sous la forme de n- et h- devant voyelle, no- et ho- devant consonne : vidina, être acheté ; novidina, avoir été acheté ; hovidina, devoir être acheté. Toutefois les verbes radicaux et ceux à préfixes tafa- et voa- ne distinguent pas le passé du présent et recourent à la particule ho pour le futur : vita, accompli(présent ou passé) / ho vita (futur) ; voatsangana, dressé, monté (présent ou passé) / ho voatsangana (futur).

#### Les modes
Le malgache n'a que deux modes : l'indicatif et l'impératif. Le premier n'a pas de marque particulière ; le second a pour suffixes -a pour l'actif et -o ou -y pour les autres voix.

### Les pronoms personnels
Les formes diffèrent comme en français selon qu'ils sont sujets ou compléments. La forme suffixée peut être liée à un verbe passif ou instrumental pour exprimer le complément d'agent ou à un nom pour exprimer la possession :ny trano, la maison ⇒ tranonao, ta maison ; voavonjy, qui est sauvé ⇒ voavojiko, qui est sauvé par toi ; vidiko ny trano, la maison est achetée par moi. La  distinction inclusif / exclusif se retrouve dans de nombreuses autres langues.
|                                   | Sujet      | Objet    | Suffixé   |
| --------------------------------- | ---------- | -------- | --------- |
| 1re personne du singulier         | aho, izaho | ahy      | -(k)o     |
| 2e personne du singulier          | ianao      | anao     | -(n)ao    |
| 3e personne du singulier          | izy        | azy      | -ny       |
| 1re personne du pluriel inclusive | isika      | antsika  | -(n)tsika |
| 1re personne du pluriel exclusive | izahay     | anay     | -(n)ay    |
| 2e personne du pluriel            | ianareo    | anareo   | -(n)areo  |
| 3e personne du pluriel            | izy ireo   | azy ireo | -ny       |

### Le groupe nominal

#### Le nom
Le malgache ne connaît ni genre ni nombre. Les noms sont donc invariables et seul le contexte ou la présence de démonstratifs permet de distinguer singulier et pluriel.

#### L'article
Il existe deux articles définis ny et ilay . Tous les deux présentent l'objet ou l'être vivant ( ou un ensemble d'objets ou d'êtres vivants) exprimé par le nom qu'ils déterminent comme spécifiquement identifiable . Ils correspondent le plus souvent au français le, la ou les, sans distinguer singulier et pluriel. Ny est de loin le plus courant ; ilay renforce la spécification du nom ou indique que le déterminé est déjà connu de l'interlocuteur : Ny masoandro no ilay mpanasoa ny voary ( C'est le soleil qui est Le Bienfaiteur de la création ); hitan'ny ankizy ilay boky ( les enfants ont trouvé le livre en question ). Ny permet aussi de substantiver un verbe ou un adjectif : Mankivy ny miaina ( "amer le vivre", vivre est amer ); ny tsara (le bien) . S'il est indéfini, le nom est employé sans article.
Il existe par ailleurs des articles personnels employés devant des noms propres : i qui exprime la familiarité, Ra- le respect (attaché au nom) et ry un groupe (ry Rakoto = Rakoto et les siens, les Rakoto).

#### Les démonstratifs
Les formes des pronoms démonstratifs dépendent de 4 axes distincts :
- la visibilité (chose visible ou vue / chose vague ou non visible)
- la distance par rapport au locuteur (6 degrés)
- l'extension de la zone indiquée (ponctuel, bien circonscrit / étendu)
- le nombre (singulier / pluriel / générique = collection d'objets similaires)

Les adjectifs démonstratifs du français sont rendus en répétant le pronom avant et après le nom ou le syntagme nominal.
- exe :  ity trano fotsy ity : litt. « ceci maison blanc ceci » = cette maison blanche.

|             |                 | VISIBLE   | VISIBLE | VISIBLE   | INVISIBLE  | INVISIBLE | INVISIBLE |
| DISTANCE    | EXTENSION       | Singulier | Pluriel | Générique | Singulier  | Pluriel   | Générique |
| ----------- | --------------- | --------- | ------- | --------- | ---------- | --------- | --------- |
| Nulle       | Ponctuel        | eto       | ireto   | -         | izato      | -         | izatony   |
| Nulle       | Extensif        | ity       | izy     | itony     | izaty      | -         | -         |
| Indéfinie   | Ponctuel        | io        | ireo    | -         | izao, izay | -         | -         |
| Indéfinie   | Extensif        | iny       | ireny   | -         | izany      | -         | -         |
| Très faible | (indifférencié) | itsy      | iretsy  | itsony    | izatsy     | -         | izatsony  |
| Faible      | (indifférencié) | itsy      | iretsy  | -         | izatsy     | -         | -         |
| Grande      | (indifférencié) | iroa      | ireroa  | -         | izaroa     | -         | -         |
| Très grande | (indifférencié) | iry       | irery   | irony     | izary      | -         | izarony   |

#### Les possessifs
Ce sont les pronoms personnels suffixes qui correspondent aux adjectifs possessifs français (voir supra). Les pronoms possessifs sont formés des pronoms personnels-objet précédés de l'article ny : ny ahy, le mien, la mienne, les miens, les miennes, etc.

## L'adjectif
Employés comme prédicats les adjectifs en man-, ma- et mi- prennent les mêmes marques de temps que les verbes : marary / narary / harary ilay ankisy (L'enfant est / a été / sera malade). Les autres adjectifs ne distinguent pas le passé du présent, mais sont précédés de ho quand ils expriment le futur : hendry ⇒ ho hendry (sage). Certains adjectifs prédicats peuvent aussi s'employer à l'impératif pa l'adjonction du suffixe -a : hendry + -a > hendre (sois sage).

## Syntaxe

### Structure de la phrase

#### La phrase de base
Elle est du type verbe-objet-sujet ou VOS :
- Mamaky boky ny mpianatra = l'élève/les élèves lit/lisent un livre (lire livre l'étudiant)
- Nivarotra ronono ho an'ny zaza ny vehivavy = la/les femme(s) a/ont vendu du lait pour les enfants (avoir vendu lait pour les enfants la/les femme(s)).

Cet ordre  peut être modifié pour mettre en valeur le sujet ou un complément circonstancel qui commence la phrase, en le faisant suivre par les particules no ou dia ; la première met en valeur un élément de la phrase, la seconde le thématise :
- Ianao no nanoratra ity taratasy ity = C'est toi qui as écrit cette lettre (c'est toi et personne d'autre).
- Ianao dia nanoratra ity taratasy ity = Toi, tu as écrit cette lettre (tu as écrit cette lettre, et rien d'autre).

L'usage de la voix circonstancielle entraîne toujours la mise en valeur du sujet :
- Tany Fianarantsoa no nividianako trano = C'est à Fianarantsoa que j'ai acheté une maison ("C'est la terre de F. qui est le lieu où a été achetée par moi une maison").

#### La phrase négative
La négation  est tsy qui se place devant le mot qui est nié, sauf dans l'expression de la défense qui emploie aza :  Tsy nandeha izy = il n'est pas parti ;  aza mandeha = ne pars pas.

#### La phrase sans verbe
Le malgache n'a pas de copule comme le français être. À la place du verbe on peut donc trouver en tête de phrase un adjectif, un nom, un adverbe ou un pronom démonstratif comme prédicat de la phrase : Tanora ny raiko = Mon père est jeune  (jeune le père-de-moi);  ity ny trano = c'est la maison (ceci la maison).

#### La phrase interrogative
L'interrogation totale qui demande une réponse par oui ou par non comporte les particules ve ou moa: Efa masaka ve ny vary ? = Est-ce-que le riz est déjà cuit à point ? L'interrogation partielle commence par un mot interrogatif qui peut être mis en valeur par la particule no :  Iza no miresaka ? = Qui est-ce qui parle ? ;  Inona no tadiavinao ? = Qu'est-ce que tu cherches ? (tadiavinao = être cherché par toi) ;  Aiza no misy ny tranonareo? = Où est ta maison (" où il y a la maison de toi ? ) ;  Rahoviana no ho tonga izy ? ou Ho tonga rahoviana izy ? = Quand arrivera-t-il ? ( Quand se dit oviana pour un événement passé et rahoviana pour un événement futur )
L'article défini précède le nom, mais les autres déterminants le suivent :
- ny boky = "le(s) livre(s)"
- ny boky mena = "le(s) livre(s) rouge(s)"
- ny boky rehetra = "tous les livres"
- ny boky novakin'ny mpianatra = "le(s) livre(s) lu(s) par les élèves".

Le complément de nom  suit donc, lui aussi, le nom qu'il complète en étant souvent suffixé de la particule n' considéré comme une préposition introduisant le complément : Vidin'ny laorangy = le prix de l'orange. ( vidy =  prix ) . Elle n'est pas employée devant un complément sans article commençant par n- ou m-.
Le déterminant démonstratif à la fois précède et suit le déterminé :
- io boky io = "ce livre".

### Aspect
|     | Présent                                     | Passé                      | Futur                                           |
| --- | ------------------------------------------- | -------------------------- | ----------------------------------------------- |
| efa | progressif (action en train de s'accomplir) | accompli (action terminée) | inaccompli (action sur le point de s'accomplir) |
| vao | (action qui vient de commencer)             | (action à peine terminée)  | (action encore sur le point de s'accomplir)     |

Autres auxiliaires d'aspect :
- Non réalisation d'une action : saika, kasa = presque, il s'en est fallu de peu
- Action à venir non naturelle : ila = sur le point de
- Action à venir naturellement : diva
- Action à venir du fait de la  volonté : ndeha  = aller / va / allez
- Permanence : mbola = encore